# Svend Aage Ellefsen
Svend Aage Højgaard Ellefsen (født 13. september 1941 i Miðvágur) er en færøsk skibsreder, forretningsmand og tidligere politiker (FF).
Han har studentereksamen fra 1964, og virkede som trawlerreder i Sandavágur i flere årtier. Efter at have solgt virksomheden købte han Hotel Streym i Tórshavn, der genåbnede efter renovering i 2006.
Ellefsen var medlem af kommunalbestyrelsen i Sandavágur 1970–74 og 1976–80, valgt til Lagtinget fra Vágar 1980–1994, samt samfærdsels-, energi- og miljøminister i Atli Dams sjette regering 1991–1993.
Han er bror til forhenværende lagmand Pauli Ellefsen, svoger til historikeren Jóannes Dalsgaard og grandnevø af Sámal Ellefsen, der alle tre har været politikere.